# Horace Ridler
Horace Ridler (Surrey, Inglaterra, 1882-Sussex, Inglaterra, 1969), conhecido no meio artístico como The Zebra Man («O Homem Zebra»), foi um artista profissional freak, ainda que também trabalhava como extra em circos. Chamava-se a si mesmo The Great Omi («O Grande Omi»). O seu destacado papel dentro dos palcos artísticos levou-lhe a ser considerado «um dos mais famosos artistas de feira do século XX».
Esteve casado com Gladys Ridler (conhecida nos meios como Omette), uma mulher que também trabalhou em circos e eventos. É recordado como um dos grandes expoentes da modificação corporal, e sua figura se exibiu em museus, como o Cartwright Hall, Bradford, Inglaterra e em festivais como o Manchester Histories Festival de 2014, em Manchester.
Uma dos aparecimentos mais recordados na vida de Horace Ridler deu-se no final da década de 1930, quando se apresentou num acto na Feira Mundial da Nova York. À feira assistiram cerca de 22 milhões de pessoas e grande parte da multidão apreciou a exibição de Horace Ridler. Também fez parte do famoso Barnum & Bailey Circus, durante um ano. Em suas actuações sempre se apresentava como O Homem Zebra e era uma das maiores atrações.
Quanto a seu aspecto físico, Ridler sempre procurou ser diferente dos demais até ponto de modificar grande parte de seu rosto. Começou por tatuarse todo o corpo, o que se conhece como body suit, expandiu os lóbulos das orelhas para se colocar objetos, se perfurou o septo nasal para introduzir ossos e procurou a ajuda de um dentista para limarse toda a dentadura. Além disto, usava grandes colares, vestia com adornos chamativos e se pintava as unhas e os lábios.

## Biografia
Horace Leonard Ridler nasceu numa família de classe alta que vivia no condado não metropolitano de Surrey, sudeste de Inglaterra. Desfrutou de uma infância relativamente privilegiada, marcada pelas viagens, a educação privada, o confort e uma grande estabilidade económica. Em sua juventude conheceu a Joe Green, um homem que realizava apresentações num circo e que lhe contava episódios sobre sua vida; Ridler ficou impressionado com os relatos de Green. Também viajou a vários países de Europa e África.
Ridler decidiu fazer parte do exército britânico e permaneceu durante vários anos até chegar ao grau de segundo-tenente. Participou na Primeira Guerra Mundial e destacou pela sua conduta saliente e galã. O seu pai faleceu e deixou-lhe uma herança que desperdiçou em jogos de azar.
Falecido seu pai e com muito poucas perspectivas em sua vida, Ridler decidiu investir o pouco dinheiro que lhe ficava numa granja avícola, mas não obteve bons resultados. Também trabalhou como ginete, mas renunciou ao se dar conta de que outros ginetes eram melhor que ele. A começos da década dos anos 1920 Horace começaria a interessar pelo tema das tatuagens e as modificações corporais, após conhecer que vários artistas tatuados quem, com incomuns modificações em seu corpo, se exibiam e ganhavam grandes somas de dinheiro em espectáculos de variedade; estas pessoas eram conhecidas naquela época como «rarezas humanas».
A começos da década dos anos 1930 Ridler conheceu a Gladys, com quem contraiu casamento. Juntos trabalharam em várias apresentações, em onde ela era conhecida como «Omette».

## O Grande Omi

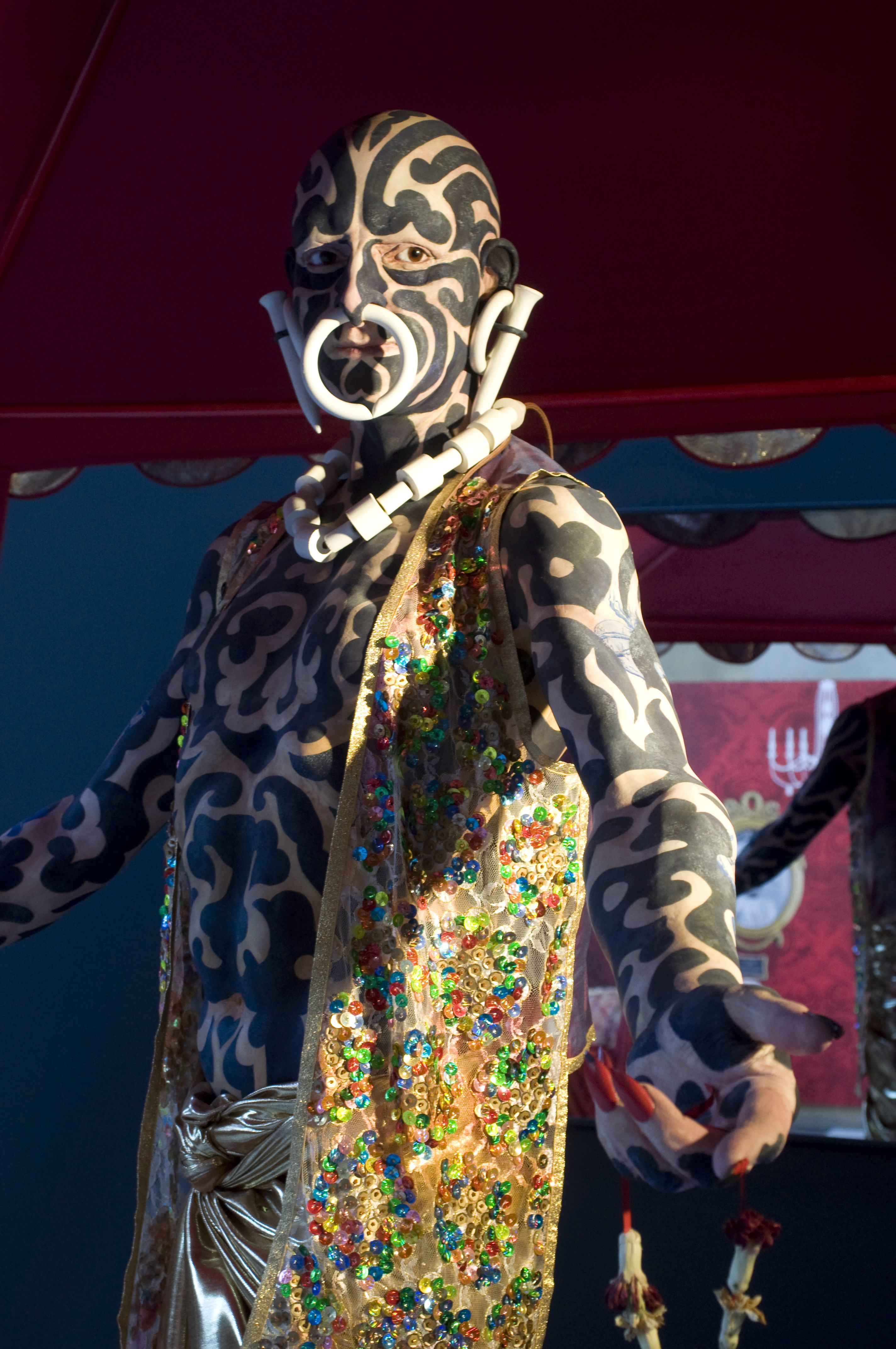
Figura de cera do Grande Omi, numa exibição no Cartwright Hall de Bradford, Inglaterra (2008).

Durante a década de 1930, enquanto vivia em Mitcham, a poucos quilómetros ao sul de Londres, Ridler tomou a decisão de dedicar-se por completo ao espectáculo. Contactou ao artista George Burchett e expressou-lhe a ideia de tatuar-se todo o corpo. Após uma série de conversas Burchett acedeu à sua pretensão e realizou mais de 150 horas de trabalho. O corpo de Ridler ficou completamente tatuado com listras negras, muito semelhante a uma zebra. Mais tarde afirmou que o custo do procedimento ascendeu até aos 10 000 dólares, ainda que Burchett manifestou que o preço real foi de 3000 dólares. Burchett também disse que Ridler nunca pagou o custo total do procedimento.
Após a sua transformação, Ridler permaneceu vários dias em sua casa como produto da forte inflamação na pele. Uma vez recuperado, o britânico obteve um emprego em Bertram Mills Circus, um circo de Paddington onde permaneceu por muito pouco tempo. Também trabalhou com um circo francês. Ainda que foi aclamado pelo público em muitas ocasiões, Ridler também viveu momentos difíceis como artista. O trabalho nos circos era demasiado extenuante e pouco remunerado, costumava fazer apresentações junto com leões sem nenhum tipo de segurança e sofreu de envenenamento.
Como muitos artistas de feira, Ridler contava ao público a sua transformação física. Geralmente era apresentado pela sua esposa Gladys Ridler, quem acompanhava-o as voltas e os eventos programados.

### Transformação física
Inicialmente, Ridler tatuou todo o seu corpo. Apesar da mudança, O Homem Zebra considerou realizar outras modificações corporais porque sentia que não tinha conseguido a mudança que desejava. Para isso, contratou a um dentista para que lhe fizesse o limado na dentadura, também se estendeu os lóbulos de ambas orelhas para poder introduzir jóias e outros objetos de grande tamanho e peso; os lóbulos expandiam-se até uma polegada de diâmetro. Adicionalmente, Ridler mandou-se a perfurar o septo nasal com a intenção de colocar-se ossos e dentes de animais, geralmente presas de marfim. O seus acessórios também fizeram parte de seu aspecto visual, vestia com trajes coloridos e ousados, grandes colares e se pintava as unhas de diferentes cores.
Apesar da sua aparência física, foi um das poucas personagens a ser questionado e criticado. Após finalizar a Segunda Guerra Mundial, os artistas que se dedicaram a exibir os seus corpos tatuados e modificados eram alvo de ataques e críticas por parte da sociedade. Médicos e doutores representados pelo sector da saúde, junto a líderes sociais criticaram fortemente a exibição destas pessoas em eventos e festivais, porque não aceitavam esta prática como «fonte de diversão e ganhos». Inclusive, estas pessoas foram catalogadas como doentes e incapazes.

### Carreira
No final da década de 1930 Ridler viajou à cidade da Nova Iorque, Estados Unidos, com motivo de uma apresentação na Feira Mundial de Nova Iorque, no John Hix’s Odditorium. À feira assistiram cerca de 22 milhões de pessoas e grande parte da multidão apreciou a exibição de Horace Ridler; parte do sucesso de Ridler nos palcos empenhava-se nas histórias que contava, algumas delas sobre sequestros e torturas, narrações que «chegavam a impressionar ao público». Dantes desta apresentação, ele e a sua esposa Gladys dirigiram-se a um hotel localizado em Times Square para ser entrevistados em televisão. Após ter-se apresentado nos Estados Unidos trabalhou no programa Ripley's Believe It or Not!. Converteu-se num dos artistas melhor pagos e chegou a realizar apresentações nos estudos 20th Century Fox, graças à sua popularidade e reconhecimento dentro dos palcos.
Em 1940, Omi esteve de volta com a Barnum & Bailey Circus, onde apareceu como O Homem Zebra. Era anunciado constantemente como a estrela principal nos actos secundários, mas após uma temporada deixou de trabalhar.
Muito apesar de todos os momentos negativos e positivos ao longo da sua carreira, Horace conseguiu manter no meio e viajou junto com a sua esposa a vários países, entre eles, Canadá, Estados Unidos, Nova Zelândia, Inglaterra e França, sob o nome de O Grande Omi.
No final da sua carreira, Omi decidiu voltar a Inglaterra e ofereceu os seus serviços de maneira gratuita às tropas britânicas e organizações sem fins lucrativos. Também promoveu a venda de obrigações de guerra. Finalmente Omi retirou-se dos palcos a começos da década de 1950 em Chalvington with Ripe, uma pequena aldeia em Sussex, Inglaterra, onde morreu em 1969. A sua esposa Gladys faleceu quatro anos depois por um cancro da mama.

## Legado
Ridler é recordado como um dos maiores expoentes do tatuagem, a modificação corporal e o espectáculo artístico. Costuma ser um referente em temas sobre tatuagens e parte da sua vida tem sido relatada em várias publicações. As imagens com seu rosto ou seu corpo também se ilustram em bolsas, malas, suéteres. Aparece em revistas especializadas e até em postais. A sua figura exibiu-se em vários museus e festivais como o Bradfords Cartwright Hall, Bradford, Inglaterra e o Manchester Histories Festival de 2014, na cidade de Manchester, entre outros lugares.
A vida de Ridler foi mostrada através de um curta-metragem na corrente britânica Channel 4, onde Duncan Bell personificou a The Great Omi e Minnie Driver a Gladys, a esposa de Horace Ridler.